# Aphelandra tumbecensis
Aphelandra tumbecensis är en akantusväxtart som beskrevs av D. C. Wasshausen. Aphelandra tumbecensis ingår i släktet Aphelandra och familjen akantusväxter. Inga underarter finns listade i Catalogue of Life.